# تشيستر واتسون
تشيستر واتسون (1 يوليو 1938 - ) (بالإنجليزية: Chester Watson)‏ هو لاعب كريكت جامايكي. شارك مع منتخب الهند الغربية للكريكت.

## وصلات خارجية
- تشيستر واتسون على موقع إي آس بي آن كريك إنفو (الإنجليزية)